# Sant Pere de les Maleses
El monestir de Sant Pere de les Maleses és un antic cenobi benedictí localitzat dins del terme municipal de la Pobla de Segur, a la comarca del Pallars Jussà. El monestir està situat endins de la vall del barranc de Sant Pere, relativament a prop de l'entrada sud del congost de Collegats.
És de difícil accés. Un dels camins que hi mena arrenca de la carretera N-260 davant mateix del barranc de l'Infern, i va a buscar la balma on es trobava aquest monestir remuntant fortament la vall del barranc de Sant Pere fins al peu de la cinglera del costat de llevant d'aquesta vall. Un camí més planer hi mena des de Gramuntill.

## Història
La seva fundació es deu a l'abat Atili, qui al 868 va fundar una congregació dedicada a Sant Andreu. Estava unit a l'abadia de Sant Vicenç d'Oveix, on van residir els monjos fins que, a mitjan segle x, es va decidir iniciar la vida monàstica a Sant Pere.
El 892 el cenobi de les Maleses va rebre la donació de l'Espluga de Baiarri (els actuals Masos de Baiarri) per part dels comtes Borrell i Ermengarda, i el 973 rebé la del poble de Sossís de mans del comte Ramon de Pallars i, encara, el 976 rebia del mateix comte Ramon i del seu germà Sunyer, davant del testimoni del bisbe Guisard d'Urgell, l'Espluga de Teodor. Aquest lloc, actualment desaparegut com a jurisdicció territorial, abraçava un extens territori que anava de Rivert fins a Sant Pere de les Maleses, i del castell Odez, encara sense identificar actualment, i Segur. D'aquesta manera el monestir controlava del tot el sector sud del pas de Collegats i, per tant, aquesta important via de comunicació entre els dos Pallars.
Va rebre diverses donacions per part dels comtes de Pallars i es va construir un nou temple, que fins ara es creia consagrat al 988, l'abat del qual fou Isarn. Documentació posterior porta a fer veure que la consagració en realitat fou deu anys més tard de la data que es donava fins ara. L'abat Isarn és per un costat l'evidència de la independència de les Maleses respecte d'Oveix, i, per l'altre, es mostra com una figura rellevant en el Pallars de l'any 1000, atès que apareix bastant documentat, i consta nomenat com a marmessor del mateix comte Borrell, en el testament del comte.
Sant Pere de les Maleses no es lliurà de les lluites frontereres entre els dos comtats pallaresos, i consta en diverses de les convinences que es feren entre el 1064 i el 1094 per tal de delimitar pacíficament els dos territoris. Quedà finalment en poder del comte de Pallars Sobirà.
A la fi del segle xi havia acabat el seu moment més esplendorós, i era tan sols un priorat del monestir de Santa Maria de Gerri. Tanmateix, sembla que gaudia d'una ampla autonomia pel que fa a l'administració dels seus béns.
El monestir de Sant Pere va quedar secularitzat el 1592 i s'hi va crear una rectoria perpètua. Va esdevenir església sufragània de Santa Maria de Montsor, després passà a ser santuari, on es té memòria d'un important aplec el mes d'agost, la diada de Sant Pere Ad vincula. Tingué capellà adscrit fins al segle xix, però a començaments del segle següent ja consta com a abandonat i en ruïnes.

## Abaciologi
Només es coneixen dos abats de Sant Pere de les Maleses, de l'etapa en què fou abadia:
- Atili (868)
- Isarn (988 o 998).

## Priorologi
Vers l'any 1100 Sant Pere de les Maleses fou unit com a priorat a Santa Maria de Gerri.
Tot i que no es coneix la relació completa de priors de Sant Pere de les Maleses, sí que ens n'han arribat notícies d'alguns:
- Berenguer (1213)
- Bernat Ramon (1248-1251)
- Berenguer Ramon (1279-1280)
- Simó de Rocafort (1342-1378)
- Guillem de Comenge (1427)
- Guillem Roig (1460)
- Joan Guillem de Claverol (1477)
- Joan de Sant Andreu (1482).

## Característiques del monestir
El monestir de Sant Pere de les Maleses constava d'una església i un conjunt de dependències monacals, arrenglerades de ponent a llevant i obertes cap al sud, sota una balma, de manera que bona part de les dependències, si no la totalitat, empraven el sostre natural de la balma de coberta de les edificacions.

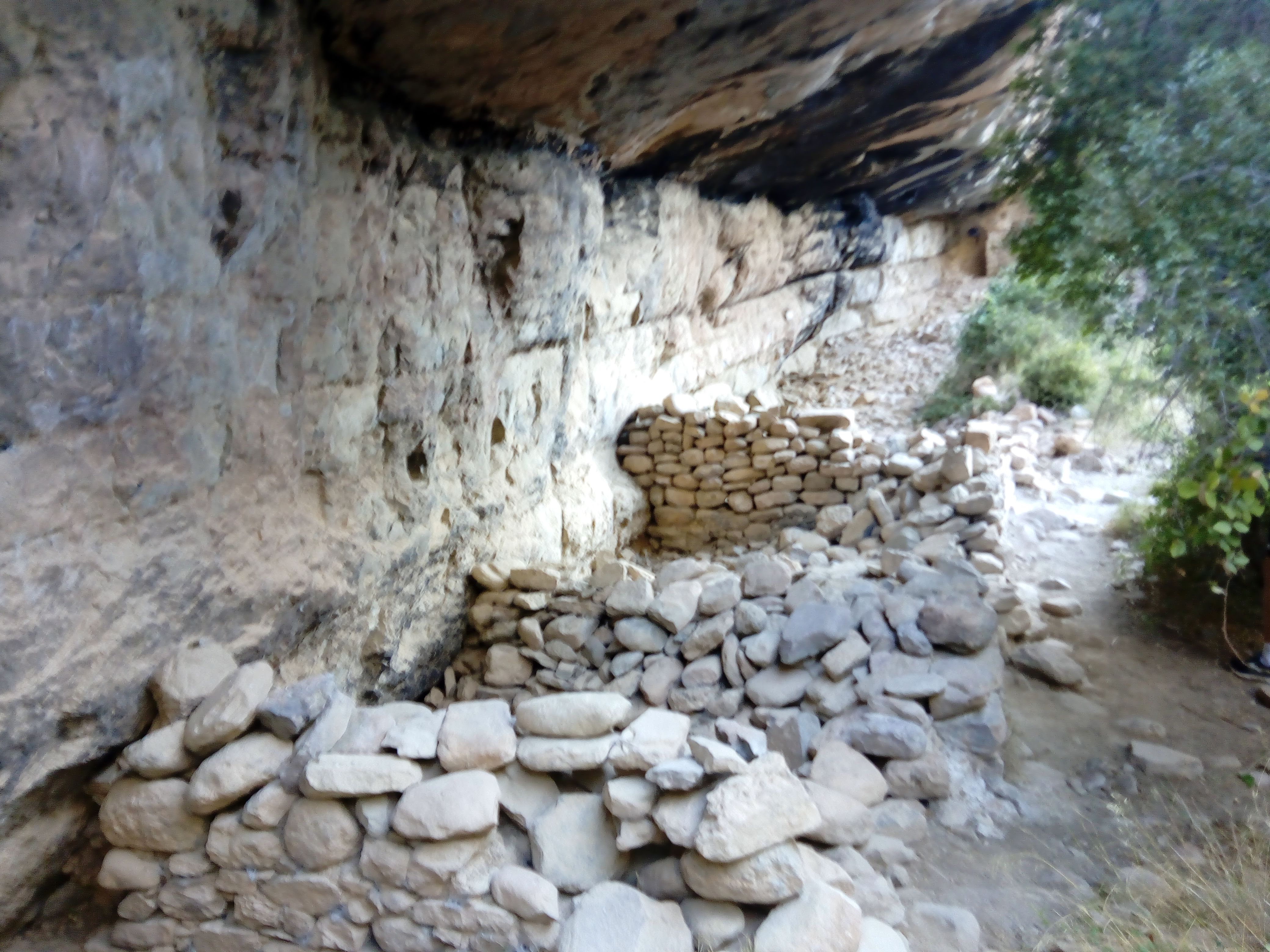
Extrem oposat a l'església del monestir

Actualment queden únicament ruïnes de l'edifici romànic. Es conserven encara dos absis de l'església, en els quals poden veure's algunes restes de pintures murals. Veient l'estructura es pot deduir que el temple original tenia uns onze metres de llarg per vuit d'ample, i que tenia la portalada d'entrada situada a migdia. Els dos absis són de prou diferent mida, de manera que el sud és clarament l'absis principal, i el nord, una absidiola força més petita, que no sembla haver tingut pariona a l'altra banda de l'absis principal. La nau és única. D'obertures, només es conserven les finestres de doble esqueixada dels absis, dues al principal i una a l'absidiola.
Els carreus amb què es va construir el temple són petits, ben escairats i ben disposats, amb l'ús de pedra tosca també escairada als llocs rellevants: absis, finestres, etcètera. Una part de l'església queda fora de la balma, per la qual cosa hi havia hagut coberta, que quedava unida al sostre natural de la balma. No es conserva, aquesta coberta, però sí que hi ha els encaixos de les lloses que la formaven.
Al costat de ponent de l'església, hi ha les restes dels edificis monacals, arrenglerats amb l'església. Es reconeix encara la porta d'entrada al clos del monestir, i fragments importants del mur de tanca, on es reconeixen la porta i una finestra d'una sola esqueixada. Clouen el recinte, a ponent, tres habitacles petits i restes d'un altre, oberts directament a l'exterior, de traçat irregular.
Tot plegat, fa l'efecte de ser un conjunt construït entre el segle xi i el xii, tot i que podria haver vestigis dels monestirs anteriors.